# 手段的日常生活動作
手段的日常生活動作（しゅだんてきにちじょうせいかつどうさ）とは、電話の使い方、買い物、家事、移動、外出、服薬の管理、金銭の管理など、日常生活動作(ADL : activity of daily living)ではとらえられない高次の生活機能の水準を測定するものである。IADL（instrumental activities of daily living）とも呼ばれる。
ケアマネジメントにおける課題分析標準項目の一つであり、介護保険最新情報Vol.1178において、標準項目名と項目の主な内容(例）が改訂された。
在宅生活の可能性を検討する場合は、ADLの評価だけでは不十分であり、IADLが重要な指標になるとされている。
1. 食事の準備、後片付け（冷蔵庫、調理器具の使用、火や油の利用、賞味・消費期限の管理）
2. 衣類の洗濯、収納（洗濯機の操作、洗剤や柔軟剤の利用）
3. 住まいの管理（掃除、整頓、手入れ）家電製品の操作、火気類の操作
4. 入浴、口腔衛生、洗髪、排泄（トイレ）、手甲指の洗浄、害虫退避
5. 化粧、身だしなみ、服飾、マナー（礼節）
6. 買い物（現金や電子マネー、ポイントカード、クレジットカードの利用）
7. 車、バイク、自転車の操作と運転、公道の走行、通行料金、燃料の給油方法、交通標識標示信号の認識
8. 公共機関の利用（時刻表、切符、タッチパス、電子マネー、搭乗手続き等）
9. 来院と服薬管理（持病、疾病、かぜ、感染症、障害など。自己症状に応じた専門科の選択）
10. 金銭管理（家賃、住宅ローン、月賦、年金、預貯金、株式投資、仮想通貨。水道光熱費、税金など）
11. 情報の活用（気象情報、新聞、広告、テレビ、インターネット、ＳＮＳ、アプリなど）
12. 時間の感覚（起床時間、睡眠時間、出勤退出、食事の時間、時間的な推移行動）
13. 公衆電話、固定電話、スマートフォン、パソコンの操作
14. 娯楽（内外の趣味、テレビ、観光旅行、スポーツ・観戦、レジャー、クラブ活動、運動、展示会など）
15. 交渉会話能力（母国語、外国語、日常会話、メールやチャット、スマートフォン操作）
16. 知識の受能力（学校教育（読み・書き・話す・聞く）、生涯教育、通信教育、資格取得、オンライン教育）
17. 社会的な受益負担と行為能力（年金、納税、行政機関への各種届出）
18. 労働と勤労（集団社会との接点、農業、漁業、生産活動、役務、経済金銭利益、社会参画）
19. 道徳と倫理（個人的判断能力にともなった社会的な行動と罰則、宗教活動、慈善ボランティア、至悪善）
20. 様々な社会資源の活用（外食、レンタル、宅配サービス、タクシ、ネットショッピングなど）
21. 家畜（ペット）の養育
22. 青年までの子育て、養育管理、予定配偶者との遭遇、親近者との死別など
23. 生前準備（終活、相続、財産分与、墓前等）
24. 健康管理（長寿社会。調理方法や栄養、運動、ストレス管理、サプリメント、医療機関の活用など）
25. 災害時の対応（日本固有の災害、地震、台風、豪雪など。設営、雪かき、避難行動。非常時に想定されること）
26. 生理的欲求（遊行、睡眠、飲食、スキンシップ、子孫生殖）
27. 環境の把握と判断能力、対処法（騒音、振動、異臭など）、静穏さの維持、テリトリー
28. 国家活動（選挙活動（投票、政治へ参加）、自衛隊、警察、消防、司法、行政）
29. 助けを呼ぶ判断と遂行能力、危険回避